# عنوان سلطنتی
عنوان سلطنتی یک نوع عنوان متعلق به انواع پادشاهان و نیز خانواده سلطنتی، برای توصیف جایگاه اعضای آن است. عناوین سلطنتی معمولاً در اشاره به حاکمان نظام‌های سلطنتی به‌کار گرفته می‌شوند. عنوان این حاکمان بسته به نوع حکومت سلطنتی متفاوت است. عناوین سلطنتی در دسته عناوین رسمی قرار دارند که پیوسته در خطاب‌های رسمی استفاده می‌شوند. با این حال، گاهی ممکن است این عنوان‌ها در جایگاه یک لقب هم به‌کار بروند؛ مثلاً در شرایط ملغی شدن سلطنت برای دارندگان در تبعید.

## فهرست عناوین سلطنتی
در مقایسه با اصطلاح حاکم، عنوان‌های سلطنتی حدود مشخص‌تری دارند. فهرست کامل عناوین سلطنتی به شرح زیر است:
- برای حاکمان:
  - امپراتور و امپراتریس، عنوان‌های لاتین برای فرمانروایان یک امپراتوری.
  - سزار و قیصر، عنوان‌های لاتین برای امپراتوران روم و شکل معرب آن برای فرمانروایان اسلامی.
  - تزار و تزارینا، عنوان‌های اسلاوی برای فرمانروایان اسلاو ازجمله روسیه تزاری.
  - شاهنشاه و بانبشن، عنوان‌های پارسی برای فرمانروایان ایرانی یا ایرانی‌مآب.
  - شاه و شهبانو، عنوان‌های پارسی برای فرمانروایان ایرانی یا ایرانی‌مآب.
  - سلطان و سلطانه، عنوان‌های عربی برای فرمانروایان ترک و عرب.
  - پادشاه و ملکه، عنوان‌های فرمانروایان یک پادشاهی.
  - خاقان، عنوان ترکی برای فرمانروایان ترک یا ترک‌مآب.
  - ایلخان، عنوان ترکی.
  - مهاراجه، عنوان هندی.
  - باسیلیوس، عنوان یونانی.
  - کی، عنوان پهلوی باستانی برای فرمانروایان ایران شرقی.
- برای دیگر اعضا:
  - شاهپور و شاهدخت، عنوان‌های پارسی پسران و دختران شاهان.
  - تزارویچ و تزارونا، عنوان‌های اسلاوی پسران و دختران تزارها.
  - تزسارویچ، عنوان اسلاوی وارثان بلافصل امپراتوری روسیه.
  - شهزاده، عنوان ترکی برای پسران سلاطین عثمانی.